# Leordeni, Mureș
Leordeni este un sat în comuna Gheorghe Doja din județul Mureș, Transilvania, România.

## Istoric
Prima mențiune scrisă a satului datează din anul 1332, sub numele de Villa Laurencii. Documente scrise, din timpul domniei principelui Gabriel Bethlen, afirmă că locuitorii satului au fost secui liberi. Localitatea a fost jefuită de trupele lui Basta în anul 1601.
Pe Harta Iosefină a Transilvaniei din 1769-1773 (Sectio 142), localitatea a apărut sub numele de „Lőrintzfalva”.

## Biserica reformată
Parohia din satul Leordeni a devenit independentă în anul 1621. Biserica reformată actuală a fost construită în locul vechiului lăcaș de cult în anul 1894. 

## Obiectiv memorial
Cimitirul Eroilor Români din Al Doilea Război Mondial, amplasat în curtea Bisericii Reformate-Calvine, a fost amenajat în 1944 și restaurat în 1987. În acest cimitir sunt înhumați 37 eroi cunoscuți și 6 eroi necunoscuți. 

## Galerie de imagini

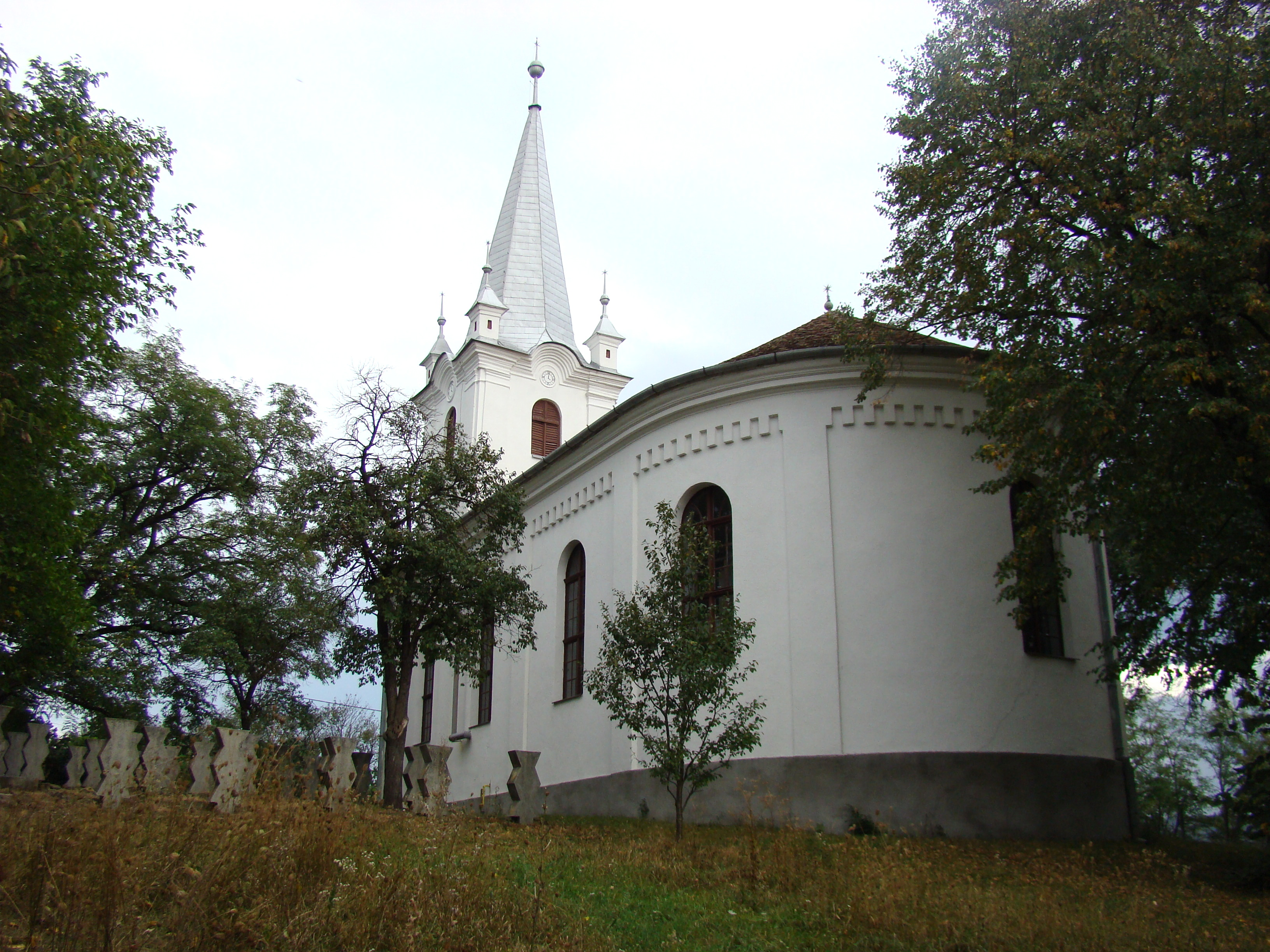
Biserica reformată (monument istoric)
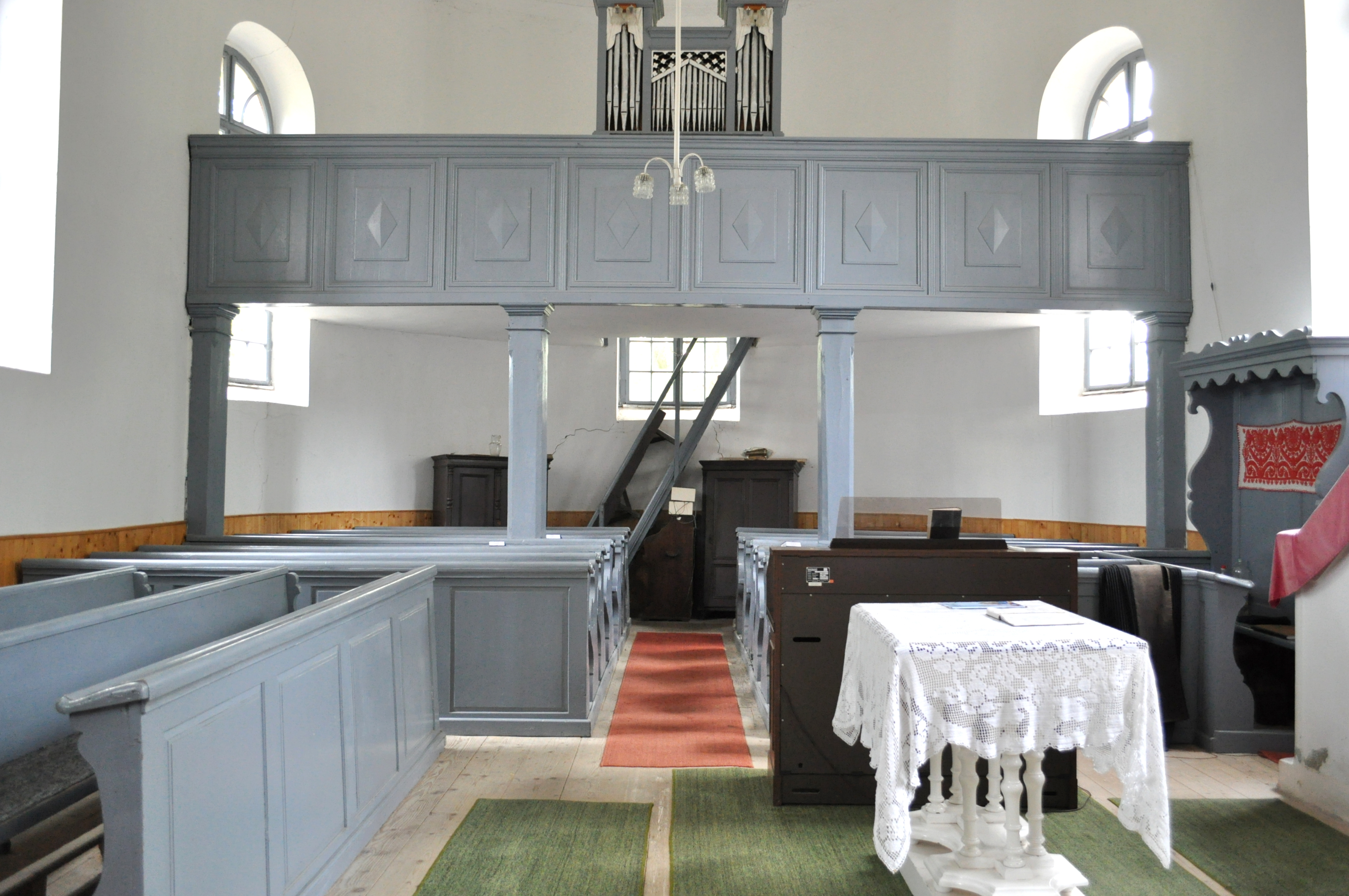
Biserica reformată (monument istoric)
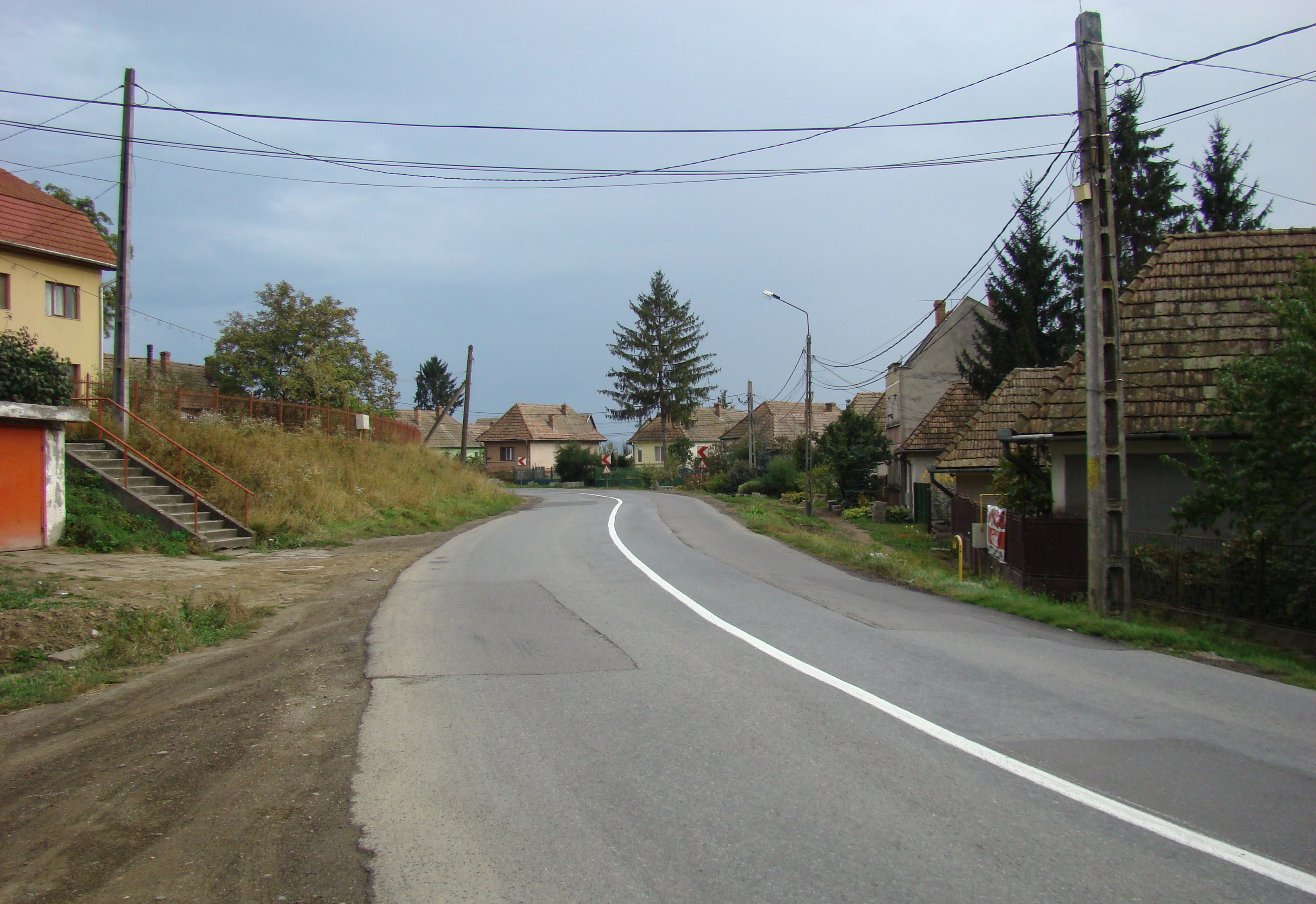
Șoseaua de centură a municipiului Târgu-Mureș trece prin localitatea Leordeni
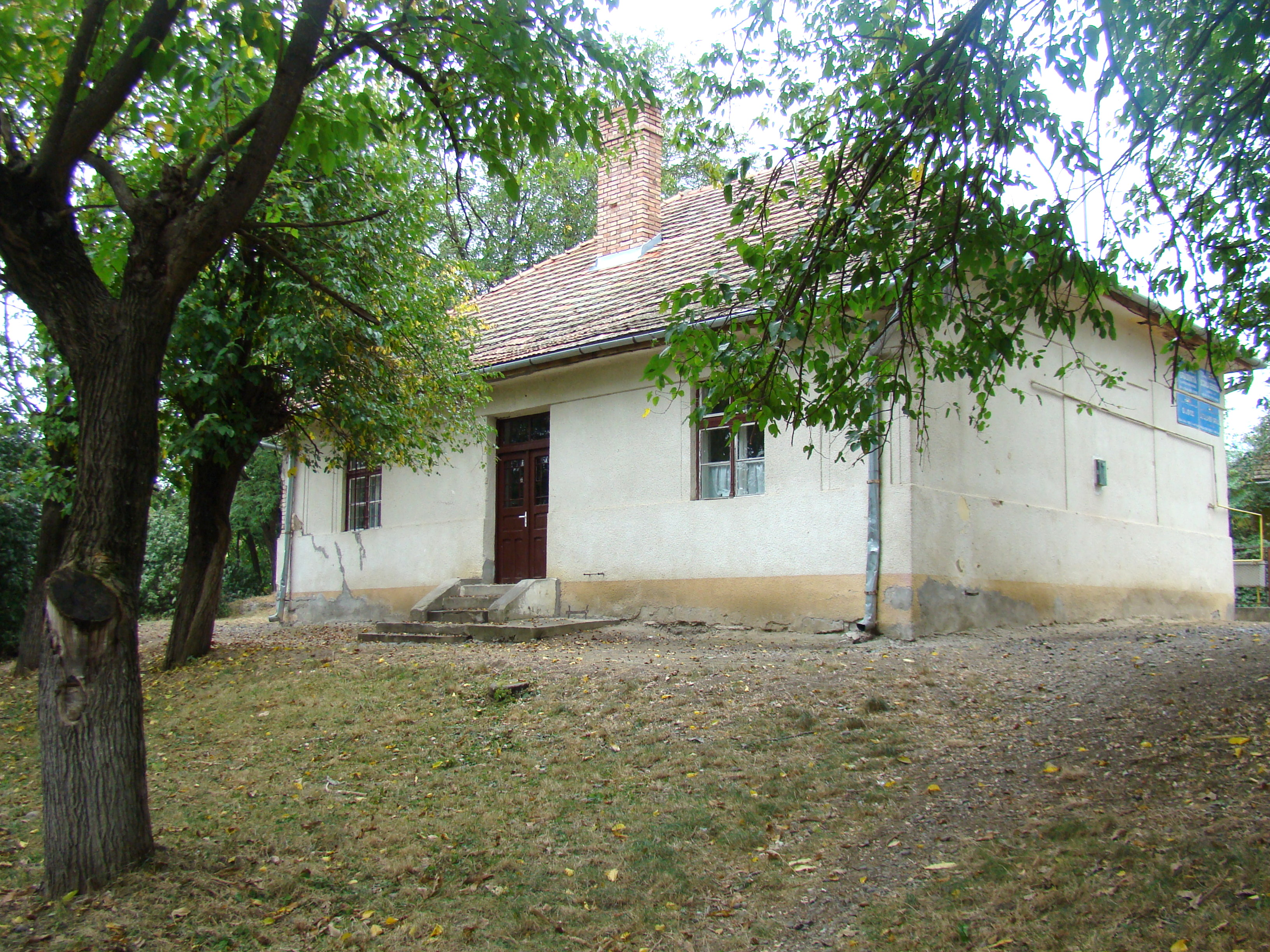
Școala
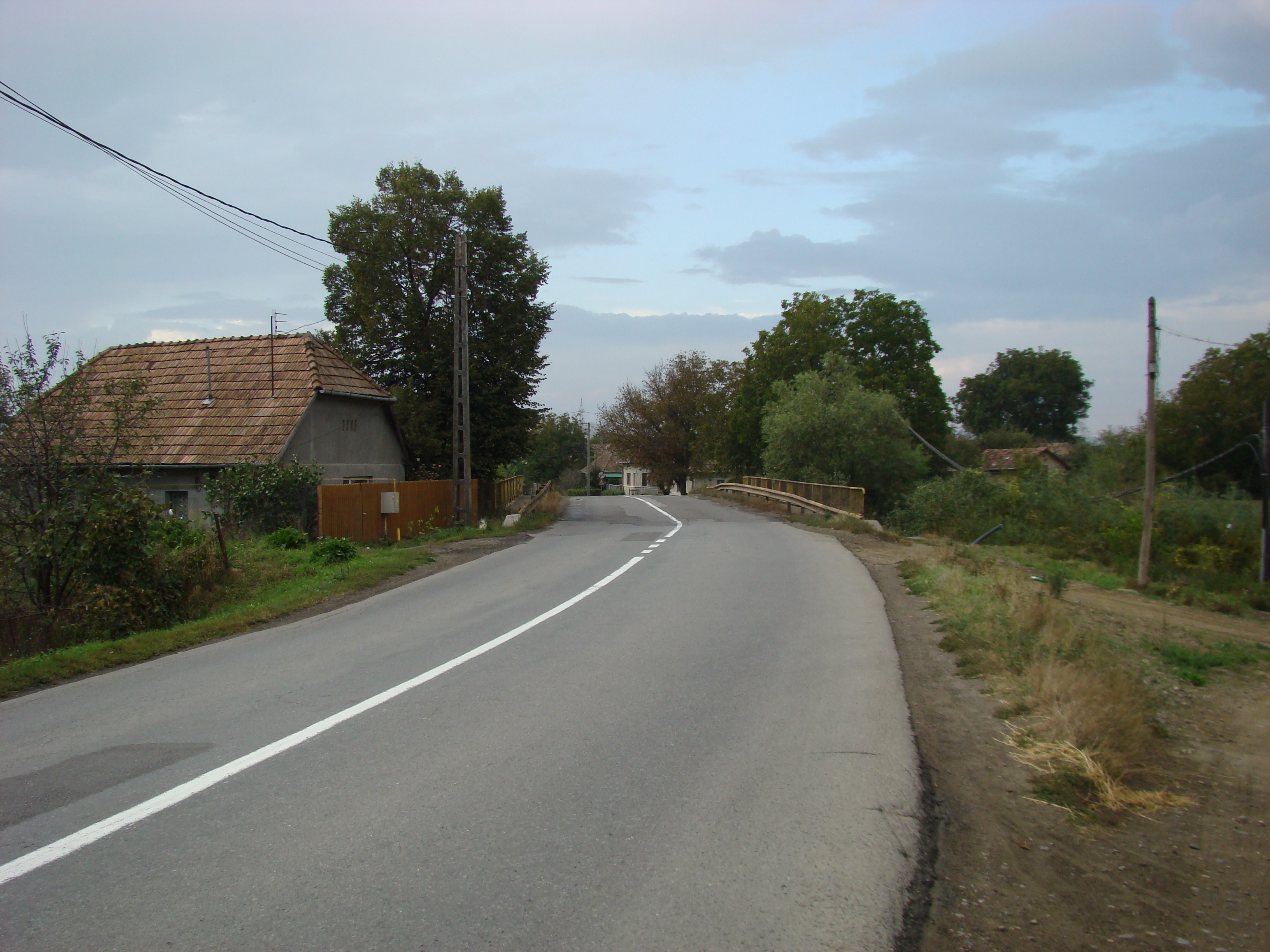